# Operação Boali
Operação Boali (em francês:  Opération Boali) foi uma operação realizada na República Centro-Africana pelas Forças Armadas Francesas. Lançada em outubro de 2002, esta operação se estendeu pelas sucessivas guerras civis na República Centro-Africana e terminou em 2013, após o lançamento da Operação Sangaris. 

## Histórico
Em outubro de 2002, em resposta à instabilidade crônica na República Centro-Africana, a França lançou uma operação militar para apoiar o estabelecimento da Força Multinacional na República Centro-Africana (FOMUC), uma força multinacional africana sob a Comunidade Económica e Monetária da África Central (CEMAC). O papel da Operação Boali seria também o de supervisionar o treinamento militar das forças armadas da República Centro-Africana.
Posteriormente, durante a guerra civil, a Boali também apoiaria as operações do exército regular centro-africano sob o regime de François Bozizé, no contexto mais amplo da MINURCAT, contra os rebeldes da União das Forças Democráticas pela Reunificação (UFDR). Foi o caso, por exemplo, em dezembro de 2006 das cidades de Birao, Ouanda Djallé e Sam Ouandja após serem ocupadas durante um mês pelos rebeldes da UFDR.
O dispositivo foi reforçado após a tomada do poder pelo Seleka em março de 2013 para proteger os cidadãos franceses em Bangui, capital do país. Os 500 homens enviados em reforço são provenientes de unidades anteriormente estacionadas no Gabão. As missões confiadas aos 240 homens da Operação Boali vieram em apoio daquelas confiadas à MICOPAX, que sucedeu a FOMUC em 2008, e em seguida, às forças da Operação Sangaris, quando a Boali chegou ao final de 2013, e preparou a chegada da MISCA. Agiu especialmente na proteção da área em torno do Aeroporto Internacional Bangui M'Poko.